# Стамбол Димитров
Стамбол Димитров Вълков е български революционер, борец за църковна независимост и деец на Вътрешната македоно-одринска революционна организация.

## Биография
Стамбол Димитров е роден през 1829 година в Драбишна, Ортакьойско, тогава в Османската империя. Завършва килийно училище при Иван Панагюреца и впоследствие участва в борбите за независима църква. През 1880 година участва в прогонването на гръцкия свещеник от селото, когато общо 116 семейства (от 123) признават Българската екзархия. През 1890 година е назначен от екзарх Йосиф за български архиерейски наместник на Ортакьойска околия по предложение на управляващия Одринската българска епархия архимандрит Софроний.
През 1899 година Руси Димитров, син на Стамбол Димитров, създава първите революционни комитети на ВМОРО в Драбишна и Гьокче бунар. Стамбол Димитров е избран за председател на комитета в Драбишна, в който участват и братята му Кръстьо и Никола, синовете му Руси, Димитър и Тодор, и други. При подготовката на Илинденско-Преображенското въстнаие комитетът е разкрит и всичките му дейци са арестувани. Стамбол Димитров е осъден на 101 години затвор, но през 1904 е амнистиран година и освободен от затвора в Одрин.
През Междусъюзническата война цялото имущество на семейството е унищожено от настъпващата турска армия и са принудени да се преместят в Ортакьой.
Стамбол Димитров умира през 1936 година. Негова паметна плоча е открита през 2006 година в Ивайловград.

## Родословие
|  |  |  |  |  |  |  |  |                                 |                                 |                                 |                                 |                                 |                                 |  |  | Стамбол Димитров (1829 – 1936) |                             |                             |                             |                             |                             |  |  |                               |                               |                               |                               |                               |                               |  |  |  |  |  |  |  |  |  |  |  |  |
|  |  |  |  |  |  |  |  |                                 |                                 |                                 |                                 |                                 |                                 |  |  |                                |                             |                             |                             |                             |                             |  |  |                               |                               |                               |                               |                               |                               |  |  |  |  |  |  |  |  |  |  |  |  |
|  |  |  |  |  |  |  |  |                                 |                                 |                                 |                                 |                                 |                                 |  |  |                                |                             |                             |                             |                             |                             |  |  |                               |                               |                               |                               |                               |                               |  |  |  |  |  |  |  |  |  |  |  |  |
|  |  |  |  |  |  |  |  | Димитър Стамболов (1869 – 1964) | Димитър Стамболов (1869 – 1964) | Димитър Стамболов (1869 – 1964) | Димитър Стамболов (1869 – 1964) | Димитър Стамболов (1869 – 1964) | Димитър Стамболов (1869 – 1964) |  |  | Руси Димитров (1876 – 1929)    | Руси Димитров (1876 – 1929) | Руси Димитров (1876 – 1929) | Руси Димитров (1876 – 1929) | Руси Димитров (1876 – 1929) | Руси Димитров (1876 – 1929) |  |  | Тодор Стамболов (1884 – 1969) | Тодор Стамболов (1884 – 1969) | Тодор Стамболов (1884 – 1969) | Тодор Стамболов (1884 – 1969) | Тодор Стамболов (1884 – 1969) | Тодор Стамболов (1884 – 1969) |  |  |  |  |  |  |  |  |  |  |  |  |